# Dennis Johnson (Basketballspieler)
Dennis Wayne Johnson (* 18. September 1954 in Compton, Kalifornien; † 22. Februar 2007 in Austin, Texas) war ein US-amerikanischer Basketballspieler.

## Leben
Johnson spielte auf der Position des Point Guards zwischen 1976 und 1990 in der nordamerikanischen Profiliga National Basketball Association (NBA). Johnson begann seine Karriere bei den Seattle SuperSonics, mit denen er 1979 überraschend die NBA-Meisterschaft gegen die Washington Bullets gewinnen konnte. In der Final-Serie wurde er als MVP ausgezeichnet. Bekannt wurde er jedoch vor allem in seiner Zeit bei den Boston Celtics (1983–1990), als er an der Seite von Larry Bird, Kevin McHale und Robert Parish zwei weitere NBA-Meisterschaften (1984 und 1986) gewann. Er ist zudem fünffacher NBA-Allstar (1979–1982 und 1985). Johnson galt als Kandidat für die Naismith Memorial Basketball Hall of Fame, wurde jedoch im ersten Wahlgang 1999 zunächst nicht gewählt. 2010 wurde er allerdings endlich posthum in die Ruhmeshalle aufgenommen. Er starb überraschend im Alter von 52 Jahren an einem Herzinfarkt, nachdem er bei einem Trainingsspiel im Austin Convention Center bewusstlos zusammengebrochen war.

## Karriere-Statistiken
| Legende | Legende                                        | Legende | Legende                                                     | Legende | Legende                                          |
| ------- | ---------------------------------------------- | ------- | ----------------------------------------------------------- | ------- | ------------------------------------------------ |
| GP      | Absolvierte Spiele (Games played)              | GS      | Spiele von Beginn an (Games started)                        | MPG     | Absolvierte Minuten pro Spiel (Minutes per game) |
| FG %    | Wurfquote aus dem Feld (Field-goal percentage) | 3P %    | Wurfquote Drei-Punkte-Würfe (3-point field-goal percentage) | FT %    | Freiwurfquote (Free-throw percentage)            |
| RPG     | Rebounds pro Spiel (Rebounds per game)         | APG     | Assists pro Spiel (Assists per game)                        | SPG     | Steals pro Spiel (Steals per game)               |
| BPG     | Blocks pro Spiel (Blocks per game)             | PPG     | Punkte pro Spiel (Points per game)                          | FETT    | Karriere-Bestmarke                               |

### NBA

#### Hauptrunde
| Saison   | Team     | GP   | GS  | MPG  | FG % | 3P % | FT % | RPG | APG | SPG | BPG | PPG  |
| -------- | -------- | ---- | --- | ---- | ---- | ---- | ---- | --- | --- | --- | --- | ---- |
| 1976–77  | Seattle  | 81   | —   | 20.6 | .504 | —    | .624 | 3.7 | 1.5 | 1.5 | 0.7 | 9.2  |
| 1977–78  | Seattle  | 81   | —   | 27.3 | .417 | —    | .732 | 3.6 | 2.8 | 1.5 | 0.6 | 12.7 |
| 1978–79  | Seattle  | 80   | —   | 34.0 | .434 | —    | .781 | 4.7 | 3.5 | 1.3 | 1.2 | 15.9 |
| 1979–80  | Seattle  | 81   | —   | 36.3 | .422 | .207 | .780 | 5.1 | 4.1 | 1.8 | 1.0 | 19.0 |
| 1980–81  | Phoenix  | 79   | —   | 33.1 | .436 | .216 | .820 | 4.6 | 3.7 | 1.7 | 0.8 | 18.8 |
| 1981–82  | Phoenix  | 80   | 77  | 36.7 | .470 | .190 | .806 | 5.1 | 4.6 | 1.3 | 0.7 | 19.5 |
| 1982–83  | Phoenix  | 77   | 74  | 33.1 | .462 | .161 | .791 | 4.4 | 5.0 | 1.3 | 0.5 | 14.2 |
| 1983–84  | Boston   | 80   | 78  | 33.3 | .437 | .125 | .852 | 3.5 | 4.2 | 1.2 | 0.7 | 13.2 |
| 1984–85  | Boston   | 80   | 77  | 37.2 | .462 | .269 | .853 | 4.0 | 6.8 | 1.2 | 0.5 | 15.7 |
| 1985–86  | Boston   | 78   | 78  | 35.0 | .455 | .143 | .818 | 3.4 | 5.8 | 1.4 | 0.4 | 15.6 |
| 1986–87  | Boston   | 79   | 78  | 37.1 | .444 | .113 | .833 | 3.3 | 7.5 | 1.1 | 0.5 | 13.4 |
| 1987–88  | Boston   | 77   | 74  | 34.7 | .438 | .261 | .856 | 3.1 | 7.8 | 1.2 | 0.4 | 12.6 |
| 1988–89  | Boston   | 72   | 72  | 32.1 | .434 | .140 | .821 | 2.6 | 6.6 | 1.3 | 0.3 | 10.0 |
| 1989–90  | Boston   | 75   | 65  | 27.1 | .434 | .042 | .843 | 2.7 | 6.5 | 1.1 | 0.2 | 7.1  |
| Gesamt   | Gesamt   | 1100 | 673 | 32.7 | .445 | —    | .797 | 3.9 | 5.0 | 1.3 | 0.6 | 14.1 |
| All-Star | All-Star | 5    | 0   | 19.6 | .541 | —    | .864 | 3.6 | 1.8 | 1.0 | 0.8 | 11.8 |

#### Play-offs
| Saison   | Team    | GP  | GS | MPG  | FG % | 3P % | FT %  | RPG | APG | SPG | BPG | PPG  |
| -------- | ------- | --- | -- | ---- | ---- | ---- | ----- | --- | --- | --- | --- | ---- |
| 1977–78  | Seattle | 22  | —  | 37.6 | .412 | —    | .704  | 4.6 | 3.3 | 1.0 | 1.0 | 16.1 |
| 1978–79  | Seattle | 17  | —  | 40.1 | .450 | —    | .771  | 6.1 | 4.1 | 1.6 | 1.5 | 20.9 |
| 1979–80  | Seattle | 15  | —  | 38.8 | .410 | .333 | .839  | 4.3 | 3.8 | 1.8 | 0.7 | 17.1 |
| 1980–81  | Phoenix | 7   | —  | 38.1 | .473 | .200 | .762  | 4.7 | 2.9 | 1.3 | 1.3 | 19.6 |
| 1981–82  | Phoenix | 7   | —  | 38.7 | .477 | .000 | .769  | 4.4 | 4.6 | 2.1 | 0.6 | 22.3 |
| 1982–83  | Phoenix | 3   | —  | 36.0 | .458 | .000 | .833  | 7.7 | 5.7 | 1.7 | 0.7 | 18.0 |
| 1983–84  | Boston  | 22  | —  | 36.7 | .404 | .429 | .867  | 3.6 | 4.4 | 1.1 | 0.3 | 16.6 |
| 1984–85  | Boston  | 21  | 21 | 40.4 | .445 | .000 | .860  | 4.0 | 7.3 | 1.5 | 0.4 | 17.3 |
| 19854–86 | Boston  | 18  | 18 | 39.7 | .445 | .375 | .798  | 4.2 | 5.9 | 2.2 | 0.3 | 16.2 |
| 1986–87  | Boston  | 23  | 23 | 41.9 | .465 | .115 | .850  | 4.0 | 8.9 | 0.7 | 0.3 | 18.9 |
| 1987–88  | Boston  | 17  | 17 | 41.3 | .433 | .375 | .796  | 4.5 | 8.2 | 1.4 | 0.5 | 15.9 |
| 1988–89  | Boston  | 3   | 1  | 19.7 | .267 | —    | —     | 1.3 | 3.0 | 1.0 | 0.0 | 2.7  |
| 1989–90  | Boston  | 5   | 5  | 32.4 | .484 | .333 | 1.000 | 2.8 | 5.6 | 0.4 | 0.4 | 13.8 |
| Gesamt   | Gesamt  | 180 | 85 | 38.9 | .439 | —    | 802   | 4.3 | 5.6 | 1.4 | 0.6 | 17.3 |